# Perdue n.º 346
Perdue n.º 346 es un municipio rural canadiense situado en la provincia de Saskatchewan.

## Superficie
Perdue n.º 346 tiene una superficie de 818,49 km².

## Demografía
En 2021, tenía 471 habitantes, una densidad poblacional de 0,6 hab./km², y 153 viviendas.